# Cryptopteryx columbianus
Cryptopteryx columbianus là một loài tò vò trong họ Ichneumonidae.